# Dněperská přehradní nádrž
Dněperská přehrada dříve také nazývaná Leninovo jezero (ukrajinsky Дніпровське водосховище) je přehradní nádrž na území Dněpropetrovské a Záporožské oblasti na Ukrajině. Má rozlohu 420 km². Je 170 km dlouhá a maximálně 3,5 km široká. Průměrná hloubka je 8,2 m. Má objem 3,3 km³.

## Vodní režim
Nádrž na řece Dněpru za hrází Dněperské vodní elektrárny byla naplněna v roce 1932. Dělí se na dvě části:
- horní říční část mezi Kamjanským a Dniprem je dlouhá 80 km,
- dolní jezerní část mezi Dniprem a hrází je dlouhá 90 km.

## Využití
Byly vytvořeny podmínky pro průběžnou vodní dopravu po řece Dněpr od ústí do Kyjeva a výše. Na pobřeží leží města Záporoží, Dnipro a Kamjanske.